# Ayzac-Ost
 Ayzac-Ost  es una población y comuna francesa, en la región de Mediodía-Pirineos, departamento de Altos Pirineos, en el distrito de Argelès-Gazost y cantón de Argelès-Gazost.

## Geografía
Municipio de Pirineos situada en él Lavedan sobre la antigua Carretera nacional 21 (Francia).

## Demografía
| 350 | 367 | 381 | 375 | 369 | 388 | 398 |
| Para los censos de 1962 a 1999 la población legal corresponde a la población sin duplicidades (Fuente: INSEE [Consultar]) |     |     |     |     |     |     |

## Personalidades atadas(vinculadas) al municipio
Periodista y (presentador) Santiago Chancel (de su verdadero nombre J.Crampe) nació en Ayzac-Ost.